# ماریوس مارین
ماریوس مارین (انگلیسی: Marius Marin؛ زادهٔ ۳۰ اوت ۱۹۹۸) بازیکن فوتبال اهل رومانی است.
از باشگاه‌هایی که در آن بازی کرده‌است می‌توان به باشگاه فوتبال پیزا و باشگاه فوتبال ساسولو اشاره کرد.
وی همچنین در تیم‌های ملی فوتبال زیر ۲۱ سال رومانی و رومانی بازی کرده‌است.